# كلودين ارنو
كلودين ارنو هي مغنية أوبرا بلجيكية، ولدت في 9 يناير 1940، وتوفيت في 5 ديسمبر 2017 بسبب مرض.

## وصلات خارجية
- كلودين ارنو على موقع ميوزك برينز (الإنجليزية)
- كلودين ارنو على موقع ديسكوغز (الإنجليزية)